# Velma (série de televisão)
Velma é uma animação adulta de comédia e mistério baseada na personagem Velma Dinkley. Desenvolvido por Charlie Grandy, é estrelada pela produtora executiva Mindy Kaling como a voz do personagem principal, com Sam Richardson, Constance Wu e Glenn Howerton em papéis coadjuvantes. A série gira em torno de Velma Dinkley e os outros membros da Mistério S/A; antes de sua formação oficial. Essa é a primeira série da franquia a não apresentar o personagem Scooby-Doo .
Velma estreou em 12 de janeiro de 2023, na HBO Max, consistindo em dez episódios lançados em pares. A série recebeu críticas terriveis.

## Enredo
A série serve como uma história de origem do universo alternativo para a Mistério S/A; lançada como um "quadrilátero amoroso" entre eles. Ele se concentra principalmente na Velma Dinkley enquanto ela tenta resolver um mistério sobre o desaparecimento de sua mãe, bem como os numerosos assassinatos de adolescentes locais.

## Elenco de voz
Grande parte do elenco de voz recorrente foi revelado em um tópico na página oficial do programa no Twitter .

### Principal
- Mindy Kaling como Velma Dinkley,[5] uma adolescente sarcástica aspirante a detetive, que tem uma queda pelo suspeito de assassinato Fred Jones.[6][7] Como sua mãe desapareceu anos antes, Velma tem horríveis alucinações baseadas na culpa toda vez que tenta resolver um mistério, uma paixão de toda a vida que ela culpa por seu desaparecimento. Ela é retratada como bissexual e sul-asiática devido à etnia de Kaling, uma novidade para o personagem.
- Glenn Howerton como Fred Jones,[8] um suspeito de assassinato popular, mas estúpido, de 16 anos, e a paixão de Velma, que é a herdeira da linha de moda Jones Gentlemen Collection. Ele também é um notável início tardio em termos de puberdade, uma novidade para seu personagem.[6] Ele é retratado como branco, como na série animada original.
- Sam Richardson como Norville Rogers,[9] o melhor amigo de Velma e um repórter da escola, que tem uma queda por ela e frequentemente menciona o quanto odeia drogas.[6][10] Ele é retratado como afro-americano, uma novidade para seu personagem, e é referido exclusivamente por seu primeiro nome verdadeiro, em vez de "Salsicha", seu apelido familiar. Ele também não compartilha da covardia do Salsicha original, embora seu amor por lanches permaneça.
- Constance Wu como Daphne Blake,[11] uma garota popular e ex-melhor amiga de Velma, que tem "sentimentos complicados" por ela. Daphne também é descendente distante do infame Battousai Himura Kenshin, daí o cabelo ruivo.[10][12] Criada por duas mães adotivas, Daphne espera descobrir seus pais biológicos e vende drogas para seus colegas para pagar um detetive. Esta versão é retratada como americana do leste asiático, uma novidade para sua personagem.

### Secundário
- Russell Peters como Aman Dinkley, o pai advogado de Velma, que luta para mantê-la na linha.
- Melissa Fumero como Sophie, a namorada modelo grávida de Aman que também é dona da Spooner's Malt Shop.
- Sarayu Blue como Diya Dinkley, a mãe ausente de Velma.
- Jane Lynch como Donna Blake, uma das duas mães adotivas de Daphne, que é uma detetive um tanto incompetente que investiga o assassinato de Brenda.
- Wanda Sykes como Linda Blake, a outra mãe adotiva de Daphne, que compartilha sua profissão.
- Cherry Jones como Victoria Jones, a mãe de Fred.
- Frank Welker como William Jones, o pai de Fred que tem vergonha dele. Welker dublou Fred desde o início do personagem em 1969.
- Nicole Byer como Blythe Rogers, mãe de Salsicha e diretora da Crystal Cove High.
- Gary Cole como Lamont Rogers, o pai terapeuta de Salsicha. Seu design tem uma semelhança com o design original de Salsicha.
- Stephen Root como Sheriff Cogburn, o xerife incompetente de Coolsville.
- "Weird Al" Yankovic como Dandruff Tuba, um estudante da Coolsville High. Uma piada corrente envolve ele sendo frequentemente ferido pelas travessuras da gangue.
- Fortune Feimster como Olive, uma garota popular na escola da gangue.
- Yvonne Orji como Gigi, uma garota legal da escola da gangue.
- Ming-Na Wen como Carroll
- Shay Mitchell como Brenda, uma garota atraente e popular da escola da gangue que foi brutalmente assassinada por um serial killer ao ter seu cérebro arrancado.
- Debby Ryan como Krista, outra garota atraente da escola da gangue que é assassinada da mesma maneira que Brenda.
- Karl-Anthony Towns como Jacques Beau (Jock Boy), um belo atleta da escola da gangue.

Além disso, Ken Leung e Kulap Vilaysack foram escalados para papéis não revelados.

## Produção
A série foi anunciada pela primeira vez em 10 de fevereiro de 2021. Em 11 de julho de 2022, a marca registrada da série foi listada como abandonada, apenas para o diretor de conteúdo da HBO, Casey Bloys, confirmar que a série ainda estava em produção em um memorando de agosto, o Studio IAM na Coreia do Sul cuidou da animação da série. com a prévia da série na New York Comic Con em 6 de outubro de 2022.
Os personagens são notavelmente trocados de raça. Em entrevista à Entertainment Weekly, Mindy Kaling explica que "a essência de Velma não está necessariamente ligada à sua brancura. "E eu me identifico tanto com a personagem dela, e acho que muitas pessoas se identificam, então é como, sim, vamos torná-la indiana nesta série." Ao contrário da maioria das encarnações de Scooby-Doo, esta série não contará com o próprio Scooby-Doo devido a mandatos de estúdio, combinados com a equipe lutando para criar uma versão adulta do personagem. Matthew Lillard, a voz atual de Salsicha Rogers na maioria da mídia Scooby-Doo, expressou seu apoio ao elenco de Velma em oposição à sua decepção por não ter sido escalado para Scoob! .
Velma marca a segunda série a apresentar Frank Welker não dando voz a Fred Jones depois de A Pup Named Scooby-Doo, embora Welker ainda esteja envolvido no show dando voz ao pai de Fred.

## Lançamento
Os dois primeiros episódios de Velma foram lançados em 12 de janeiro de 2023, na HBO Max, com o restante dos episódios sendo lançados em pares semanais até 9 de fevereiro de 2023. Notavelmente, a série quebrou o recorde da HBO Max para o maior dia de estreia de um programa de animação original.

## Recepção
A recepção da série foi negativa. O site agregador de críticas, Rotten Tomatoes, relatou um índice de aprovação de 53% de 19 críticos. O consenso dos críticos do site diz: "Jinkies! Esta reformulação radical do amado Mystery Team tem muita atitude e estilo, mas não tem a menor ideia de como transformar sua subversão inteligente em diversão envolvente". O Metacritic, que usa uma média ponderada, atribuiu uma pontuação de 59 em 100 com base em 14 críticos.
Saloni Gajjar, do AV Club, deu uma crítica positiva ao programa, elogiando a maior parte do humor, caracterização, narrativa, elenco de voz e liberdade criativa, mas afirmando que às vezes o programa é vítima dos tropos de que zomba. Ela concluiu a crítica dizendo: "Esta não é a Velma a que estamos acostumados, mas é a Velma que merecemos desfrutar hoje." Darren Franich, da Entertainment Weekly, foi muito mais negativo e deu ao programa um C, descrevendo-o como um "trabalho árduo autoconsciente" e "tão extra que é menos". Ele criticou a forte ênfase nas referências à cultura pop e no meta-humor, e como eles tendem a enterrar os poucos pontos positivos. Richard Roeper, do Chicago Sun-Times, deu duas de quatro estrelas e escreveu que "às vezes o humor é inteligente e direto, mas rapidamente se torna exaustivo. É como se uma equipe de escribas muito inteligentes se reunisse em uma sala de roteiristas e registrasse tudo o que eles disseram - e depois colocasse tudo na série."
Liz Shannon Miller, da Consequence, criticou o tom desequilibrado do programa, a falta de foco, a ausência de Scooby-Doo e a narrativa exagerada. Ela também afirmou que a série "parece um pouco PG em comparação com outras animações para adultos atualmente em andamento". Por outro lado, Miller elogiou a dublagem, bem como algumas das piadas, encerrando a crítica esperando que uma segunda temporada resolva suas falhas, tendo notado que o programa adota uma abordagem de "a primeira temporada é realmente o episódio piloto". Em uma crítica mista, Angie Han, do The Hollywood Reporter, elogiou o retrato "atencioso e emocionalmente honesto" da própria Velma, mas observou como o programa adora zombar dos tropos da televisão, mas "parece um pouco menos certo do que tem a ver". oferecer em seu lugar." Ela afirmou como a "insistência da série de que não é como os outros programas diminui" e criticou como o elenco parece mais "máquinas de piadas" do que personagens individuais.
Escrevendo para o IGN, Brittany Vincent criticou o retrato da série de seu personagem-título, comparando-a a "uma versão mordaz e odiosa de Daria sem o crescimento do personagem" e afirmando que este aspecto do show o impede de ser o que se esforça para ser. . Ela, no entanto, elogiou a comédia "dividida" e as representações de Daphne e Fred, concluindo que "ironicamente, a série seria exponencialmente melhor sem seu homônimo - ou pelo menos uma versão dela com um pouco mais de crescimento de personagem. " Rendy Jones , da Paste Magazine, deu à série uma nota 5,8 de 10, elogiando a direção de arte e as vozes, mas descrevendo a escrita como "constantemente em guerra consigo mesma". Eles também o compararam desfavoravelmente com Scooby-Doo! Mystery Incorporated, que eles consideraram semelhantes em intenções, mas superiores em execução. Joshua Alston, da Variety, escreveu que o show é "irreverente ao extremo", exaltando a maior parte do humor, mas afirmando que poderia pertencer a qualquer outra série de comédia. Ele também criticou o retrato da gangue Mystery Inc., a quem descreveu como "simplesmente desagradável de se passar o tempo". Paul Tassi, da Forbes, criticou a série por escrever mal e comédia sem graça, bem como pela má execução de piadas progressistas que ele comparou à série Harley Quinn que, segundo ele, consegue ter mais sucesso em enviar mensagens de esquerda sobre misoginia e questões LGBTQ enquanto permanece engraçado e fiel aos seus personagens.